# Chino (Nagano)
Pour les articles homonymes, voir Chino.
Chino (茅野市, Chino-shi) est une ville de la préfecture de Nagano, au Japon.

## Géographie

### Localisation
Chino est située dans le centre-est de la préfecture de Nagano.

### Municipalités limitrophes
| Suwa        | Tateshina, Nagawa | Saku, Sakuho |
| Suwa        | Chino             | Koumi        |
| Ina, Fujimi | Hara              | Minamimaki   |

### Démographie
En 2019, La population de la ville de Chino était de 55 673 habitants pour une superficie de 266,41 km2.

### Topographie
Les monts Tengu et Neshi se trouvent sur le territoire de la ville ainsi que le mont Iō du groupe volcanique méridional de Yatsugatake.

### Climat
Chino a un climat subtropical humide caractérisé par des étés chauds et des hivers frais. La température annuelle moyenne est de 10,9 °C. Les précipitations annuelles moyennes sont de 1 310 mm, septembre étant le mois le plus humide.

## Histoire
La région actuelle de Chino faisait partie de l'ancienne province de Shinano et du domaine de Suwa pendant la période d'Edo.
Le bourg moderne de Chino est créé le 1er avril 1889. Il obtient le statut de ville en 1958.

## Culture locale et patrimoine
La Vénus de Jōmon a été découverte à Chino en 1986. Elle est exposée au musée archéologique de la ville.
Une partie du Suwa-taisha se trouve à Chino.

## Transports
Chino est desservie par la ligne principale Chūō de la JR East. La gare de Chino est la principale gare de la ville.

## Jumelage
Chino est jumelée avec Longmont aux États-Unis.